# La Grande Décharge
Der La Grande Décharge (französisch für „Der große Abfluss“) bildet den Hauptabfluss des Lac Saint-Jean in der kanadischen Provinz Québec.

## Flusslauf
Der La Grande Décharge verlässt den Lac Saint-Jean an dessen Ostufer etwa 12 km westlich von Alma. Durch Aufstau des Flusses bei L’Isle-Maligne ist aus seinem oberen Abschnitt ein See entstanden. Am Nordufer liegt die Siedlung Saint-Cœur-de-Marie. Der La Grande Décharge vereinigt sich 2,5 km östlich von Alma mit dem südlich verlaufenden kleineren Abfluss La Petite Décharge zum Rivière Saguenay.

## Wasserkraftanlagen
Am La Grande Décharge wurde 1926 der Staudamm Barrage de L’Isle-Maligne (⊙) mit zugehörigem Wasserkraftwerk errichtet. Das Kraftwerk besitzt 12 Turbinen mit einer Gesamtleistung von 402 MW. Die Fallhöhe beträgt 33,5 m. Die maximale Durchflussrate liegt bei 1525 m³/s.
Die Anlage wird von Rio Tinto Alcan betrieben.